# Ste-Anne-des-Rochers (Trégastel)

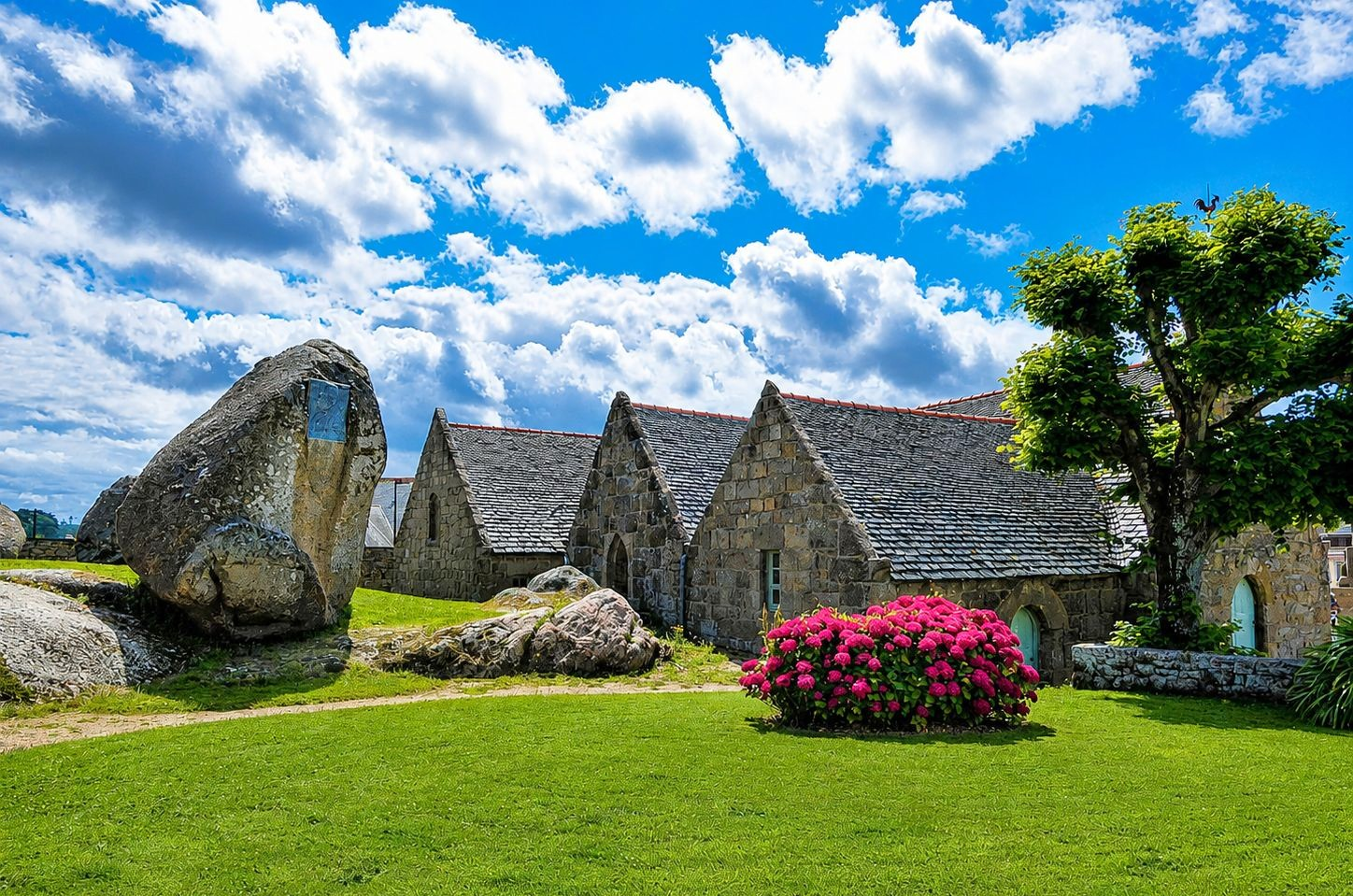
Blick von Nordwesten auf die Kapelle an den Felsen

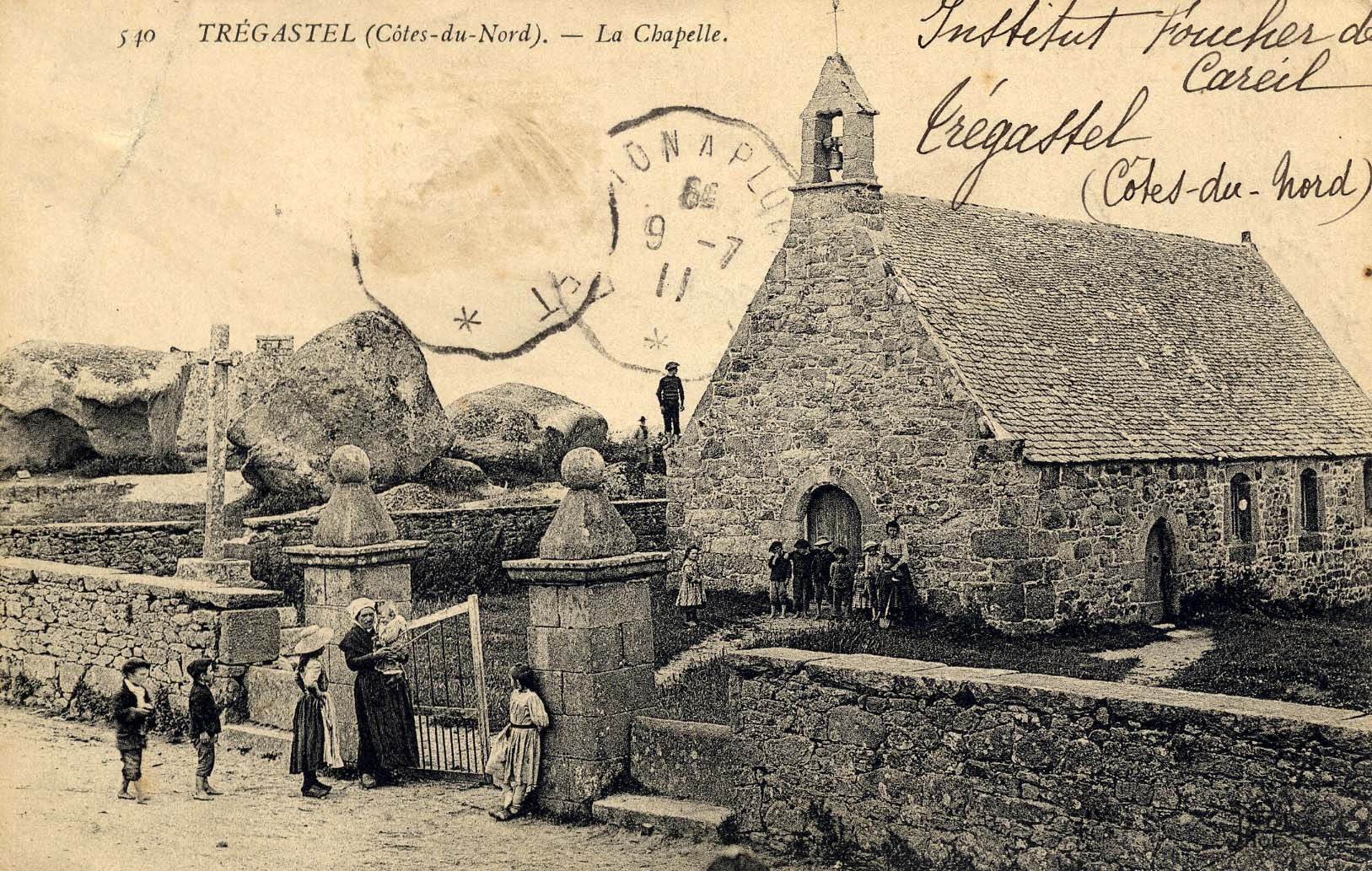
Die Kapelle vor der Erweiterung

Ste-Anne-des-Rochers (Deutsch: St. Annen der Felsen) ist eine römisch-katholische Kapelle in Trégastel im Département Côtes-d’Armor  in der Bretagne. Die Kapelle ist eingetragen im Verzeichnis des architektonischen Erbes Frankreichs.

## Geschichte
Die heutige St. Annenkapelle geht im Kern zurück auf eine im Jahr 1635 an der Stelle eines älteren Vorgängerbaus errichtete schlichte Kapelle auf rektangulärem Grundriss. Erhalten von diesem Bau sind der Westgiebel mit dem Glockendachreiter und Teile der Südwand. 1787 wurde dieses Gotteshaus umgebaut und renoviert. Zwischen 1928 und 1933 erfolgte eine Erweiterung der Kapelle nach Plänen des Architekten  Auguste Courcoux für die Congrégation des Dames des Sacrés-Coeurs de Jésus et de Marie. Im Süden wurde querhaushartig eine Seitenkapelle hinzugefügt, im Norden drei Seitenkapellen. Das Gebäude ist aus dem lokalen Rosengranit der Côte de Granit Rose errichtet worden.